# Grammitis marginelloides
Grammitis marginelloides là một loài dương xỉ trong họ Polypodiaceae. Loài này được J.W. Moore Copel. mô tả khoa học đầu tiên năm 1938.